# Acanthochalcis gigas
Acanthochalcis gigas är en stekelart som beskrevs av Wallace A. Steffan 1951. Acanthochalcis gigas ingår i släktet Acanthochalcis och familjen bredlårsteklar. Inga underarter finns listade i Catalogue of Life.